# Castrul roman Piroboridava
Castrul roman (errata: cetate dacica) Piroboridava se află puțin mai jos de confluența râurilor Trotuș și Siret, pe malul stâng al Siretului, la NV de satul Poiana, județul Galați.

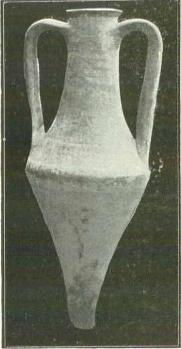
Amforă originară din Thasos găsită la Poiana